# Taler auf den Bau von Schloss Moritzburg in Zeitz

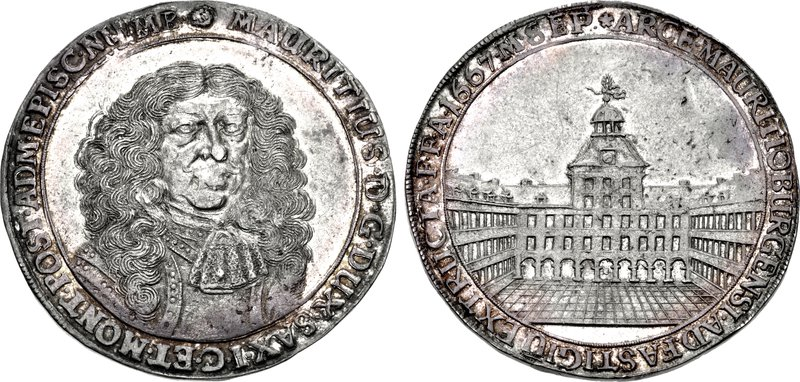
Herzog Moritz, Taler auf den Bau von Schloss Moritzburg in Zeitz von 1667 (Breiter Taler); Silber; Durchmesser 45 mm; 29,04 g

Der Taler auf den Bau von Schloss Moritzburg in Zeitz, auch als Taler von Sachsen-Zeitz bezeichnet, ist eine Gedenkmünze des albertinischen Herzogs Moritz (1656–1681), des Begründers der Linie Sachsen-Zeitz, mit der Jahreszahl 1667. Moritz ist der vierte Sohn des sächsischen Kurfürsten Johann Georg I. (1611–1656). Die Vorderseite des Talers zeigt sein geharnischtes Brustbild, die Rückseite den Innenhof seines neu erbauten Schlosses Moritzburg in Zeitz.

## Münzgeschichtliche Zusammenhänge

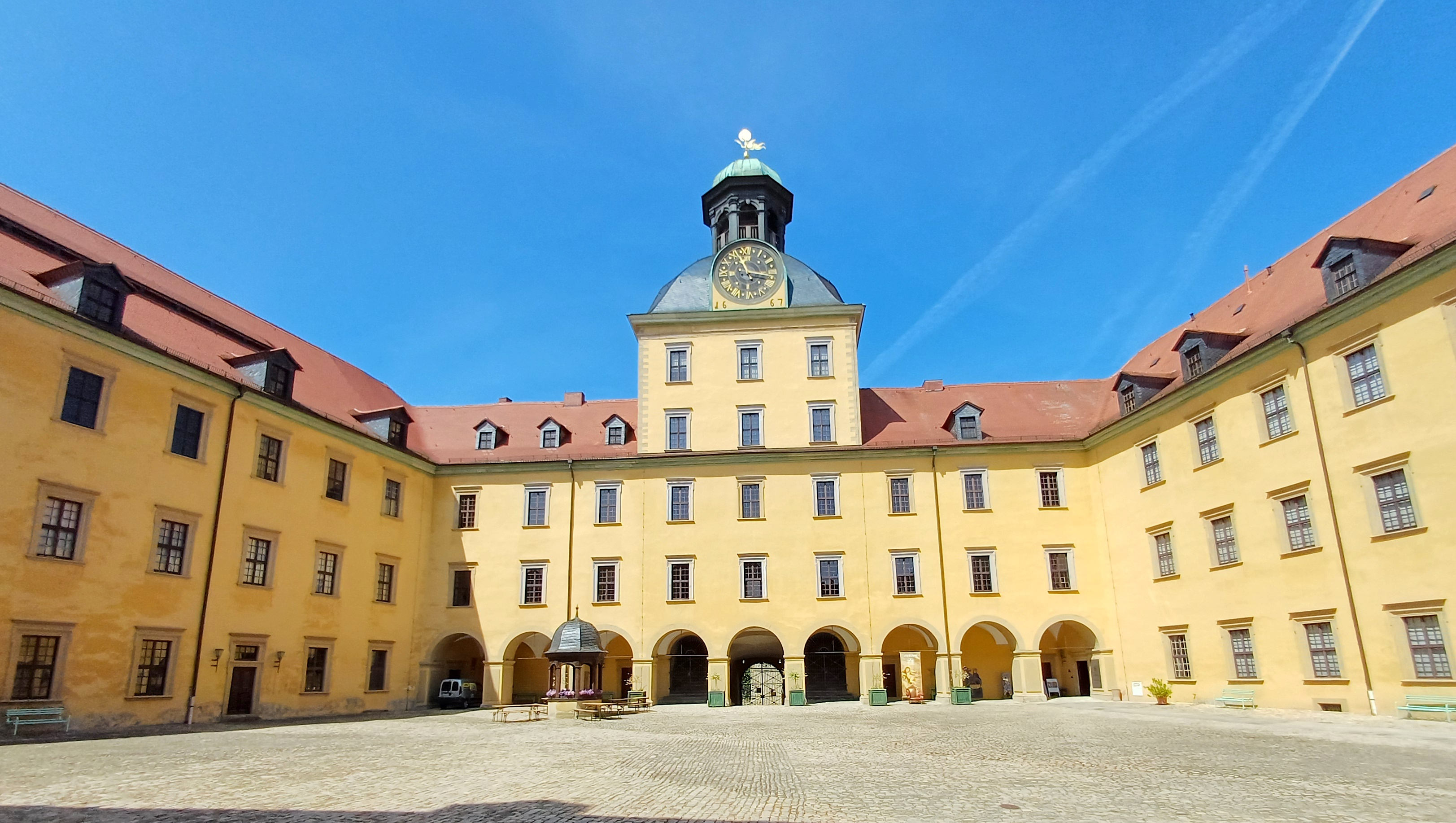
Schloss Moritzburg in Zeitz, Innenhof (Aufnahme von 2025)

Als Kurfürst Johann Georg I. am 8. Oktober 1656 auf seinem Residenzschloss in Dresden starb, hinterließ er ein am 20. Juli 1652 verfasstes Testament. Darin war als schwerwiegender Punkt die Teilung des Landes unter seinen vier Söhnen vorgesehen. Nach den Bestimmungen dieses väterlichen Testaments folgte ihm der älteste Sohn als Kurfürst Johann Georg II. (1656–1680). Sein zweiter Sohn, Herzog August, wurde Stammvater der Herzöge von Sachsen-Weißenfels, die 1746 ausstarben. Sein dritter Sohn, Herzog Christian, wurde Stammvater der Herzöge von Sachsen-Merseburg, die 1738 erloschen.
Der vierte Sohn, Herzog Moritz, seit 1653 Administrator des Stiftes Naumburg-Zeitz, residierte von 1653 bis 1663 in Naumburg, dann in Zeitz auf der von ihm erbauten Moritzburg. Er war der Begründer der Linie Sachsen-Zeitz.
Sein Schloss ließ er auf den Grundmauern des im Dreißigjährigen Krieg zerstörten Bischofsschlosses erbauen.

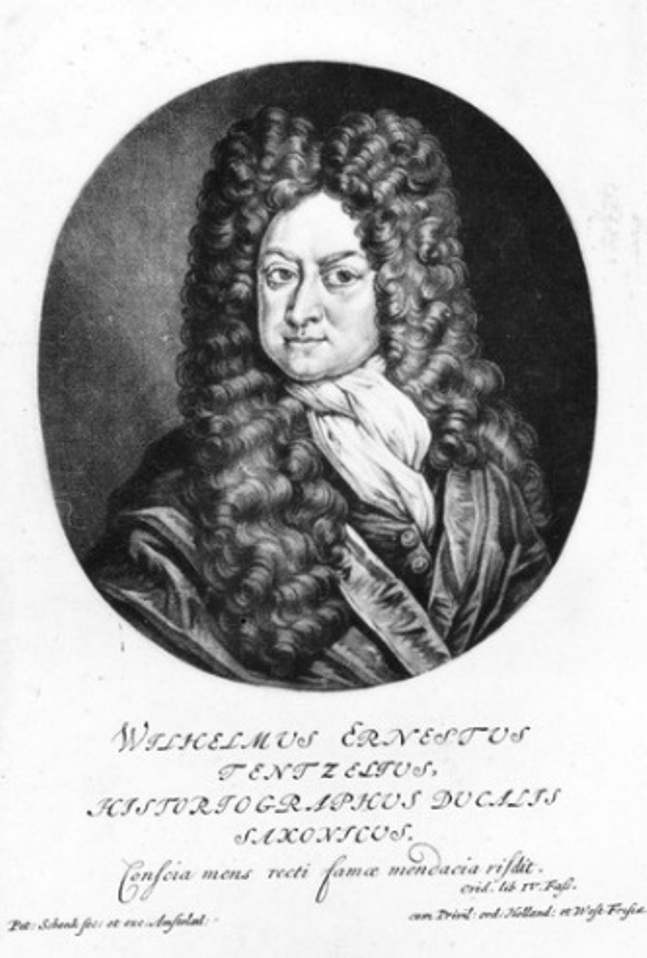
Nach Wilhelm Ernst Tentzel wurde die erste „Medaille“ in den Knopf gelegt

Am 1. Juli 1663, so Tentzel, hielt Moritz Einzug in das neu erbaute Schloss. Der Erbauung von Schloss Moritzburg wurde jedoch erst im Jahr 1667 mit dem Gedenktaler gedacht, da erst in jenem Jahr

„der Knopf mit gewöhnlichen Solennitäten [Feierlichkeiten] aufgesetzt und die Erste zum Gedächtnis verfertigte Medaille […] darein geleget wurde.“

Die in den Turmknopf gelegte, von Tentzel als Medaille bezeichnete Gedenkmünze, ist der Gedenktaler von 1667 auf den Bau von Schloss Moritzburg. Zur Umschrift des Gepräges schreibt Tentzel:

„ARCE MAVRITIOBVRGENSI  AD  FASTIGIVM  EXTRVCTA  Fieri  Fecit  Anno  1667  Mense  SEPtemb. Nachdem der Bau der Hoch-fürstlichen Residenz Moritz-Burg [errichtet] und der Knopf aufgesetzt wurde, ist dieses [Stück] auf Hochfürstl. Befehl verfertiget worden. Anno 1667, im Monat September.“

Moritz starb am 4. Dezember 1681 in Zeitz. Die Nebenlinie des Kurhauses Sachsen war von 1656 bis 1718 präsent. Der letzte Spross der Linie, Moritz Adolf Karl von Sachsen-Zeitz-Neustadt, starb 1759 im geistlichen Stand.

## Münzbeschreibung
Der Taler zum Gedenken an den Bau von Schloss Moritzburg in Zeitz von 1667 ist ein silberner Gedenk- oder Schautaler, den Tentzel als eine „zum Gedächtniß verfertigte Medaille“ bezeichnet. Der Durchmesser des im Reichstalergewicht von 29,04 Gramm geprägten Stücks beträgt 45 Millimeter. Der Taler hat weder ein Münzmeisterzeichen noch eine Signatur des Medailleurs.
Die Prägung ist nach Katalogangaben auch im doppelten Reichstalergewicht bekannt. Das Museum des Schlosses Moritzburg besitzt darüber hinaus auch Dreifachtaler und Vierfachtaler. Alle Stücke haben einen Durchmesser von 45 Millimeter. Die Mehrfachtaler sind im mehrfachen Reichstalergewicht ausgebracht worden. Andere Gepräge des Herzogs existieren nicht.

### Vorderseite
Die Vorderseite zeigt das geharnischte Brustbild des Herzogs Moritz von Sachsen-Zeitz mit großer barocker Perücke.
- Umschrift: MAURITIUS D(ei) G(ratia) DUX SAX(oniae) I(uliaci) C(liviae) ET MONT(ium) POST(ulatus) ADM(inistrator) EPISC(opatus) NUMB(urgensis)[12]
  - Übersetzung: Moritz von Gottes Gnaden Herzog von Sachsen, Jülich, Cleve und Berg, postulierter Administrator des Stiftes Naumburg[13]

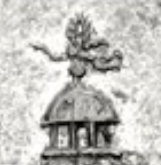
Lorbeerkranz und Palmenzweig über dem Turmknopf

### Rückseite
Die Rückseite zeigt den Innenhof der neuerbauten Moritzburg, „über welcher“, so Tentzel, „der Genius einen Lorber-Crantz und Palmen-Zweig als Zeichen beständigen Flores und einträchtigen Friedens hält“.
- Umschrift: ARCE MAURITIOBURGENSI AD FASTIGIU(m) EXTRUCTA F(ieri) F(ecit) A(nno) 1667 M(ense)  SEP(temper)
  - Übersetzung: Nachdem der Bau der hochfürstlichen Residenz Moritzburg (fertig war) und der Knopf aufgesetzt wurde, ist dieses (das Gedenkstück) auf hochfürstlichen Befehl verfertigt worden. Anno 1667, im Monat September.[15]

### Medaille oder Münze
Zur Zeit Tentzels wurde mitunter zwischen den Begriffen „Gedenkmünze“ und „Medaille“ nicht unterschieden. Das hohe Relief sowie fehlende andere Münzen von Moritz bestätigen jedoch eher Tentzels Bezeichnung als Medaille. Ein Beispiel dafür, dass im Talergewicht geprägte Münzen Medaillen sein können, bezeugen die Locumtenenstaler Friedrich des Weisen, die sowohl als Guldengroschen (Taler), als auch als Medaillen mit höherem Relief, aber ebenfalls im Talergewicht geprägt vorkommen. Von Bedeutung dazu ist auch, dass Tentzel den Gedenktaler auf die Einnahme von Gotha als Taler und nicht als Medaille bezeichnet.
Ob die im Reichstalergewicht geprägten Stücke tatsächlich Münzen sind, ist fraglich. Tentzels Bezeichnung als Medaille kann u. a. wegen des hohen Reliefs und der Seltenheit der Einzelstücke zutreffend sein.